# Rodrigue Bourdages
Pour les articles homonymes, voir Bourdages (homonymie).
Rodrigue Bourdages (22 octobre 1923 - 12 octobre 1997) est un conseiller en entrepreneur et homme politique fédéral du Québec. Marié à Evelyne Arsenault, ils ont eu 3 enfants, Raymond Bourdages, Diane Bourdages (dcd) et Johanne Bourdages.

## Biographie
Né à Halifax en Nouvelle-Écosse, il devient député du Parti progressiste-conservateur du Canada dans la circonscription fédérale de Laval en 1958. Il est défait en 1957 par le libéral Léopold Demers. Sa carrière prend fin en 1962 alors qu'il est défait par le libéral Jean-Léo Rochon.